# Motorway A8(M) (Gran Bretagna)
L'autostrada A8(M) (in inglese A8(M) motorway e in gaelico scozzese A8(M) mòr-rathad) è un breve raccordo autostradale britannico.

Si tratta dell'autostrada più corta del Regno Unito.
Non esiste una segnaletica della A8(M), ma viene indicata come collegamento alla A8 dalla M73 e dalla M8.

## Storia
L'A8(M) è stata inaugurata nel 2016 dopo che il Governo scozzese aveva proposto che la rotatoria di Baillieston fosse adeguato allo standard autostradale.
I lavori per la sua costruzione sono iniziati all'inizio del 2015, per portare all'apertura del breve raccordo nel 2016.